# Oh Baby Don't You Weep
"Oh Baby Don't You Weep" é uma canção gravada em 1964 por James Brown e os The Famous Flames. Baseada no spiritual "Mary Don't You Weep", foi gravada e lançada em single de duas partes, o primeiro da carreira de Brown. Alcançou o número 23 da parada Billboard Hot 100 e número 4 da para R&B da revista Cash Box. (Na época do lançamento do single, a parada da Billboard de R&B tinha sido temporariamente suspensa). Foi a última canção original com presença dos Famous Flames a entrar nas paradas, não contando o relançamento de "Please, Please, Please" em 1964 e a performance de "I'll Go Crazy" lançada em 1966, que foi gravada durante o show de Live at the Apollo.
"Oh Baby, Don't You Weep" foi originalmente lançada com overdub simulando o som da plateia e adicionada como faixa do álbum ao vivo Pure Dynamite! Live at the Royal. A faixa alcançou o número 10 da parada de álbuns da Billboard 200.
Brown pfaz o papel de narrador da canção, um homem confortando uma mulher devastado por um amor perdido:
"You scream and you holler,
your back is soaking wet,
You know that you still love him
and still you can't forget"
Os Famous Flames entoam os vocais inspirados no gospel durante "Oh baby, don't you weep". Durante o curso da canção, o tema muda de repente, e Brown fala dos famosos intérpretes que ele encontrou durante suas viagens: ("I've got a lot of friends in my business"), e então começa a citar títulos das canções gravadas por eles, tais como Jackie Wilson ("You Better Stop Dogging Me Around"), Solomon Burke e Wilson Pickett ("If You Need Me....Call Me" e "It's Too Late"), Sam Cooke ("You Send Me") Ray Charles ("Born To Lose") e a canção solo do membro dos Famous Flames, Bobby Byrd ("I Found Out Now").
"Oh Baby Don't You Weep" foi a primeira gravação que James Brown fez pela King Records em mais de um ano. Um incidente durante as gravações em que o  produtor Gene Redd criticava o modo como Brown tocava piano como "musicalmente incorreto", trouxe a mente suas discordâncias com o proprietário da gravadora, Syd Nathan e sua equipe. Em resposta, Brown e Bobby Byrd formaram uma companhia de produção, a Fair Deal Record Corporation, e aceitou uma oferta da Mercury Records para o lançamento de novas gravações por sua subsidiária, a Smash Records. Com a saída de Brown, Nathan recorreu a lançar nos meses seguintes, canções descartadas e outtakes das gravações anteriores. Eventualmente os advogados da King levaram a disputa aos tribunais e obtiveram uma decisão proibindo Brown de lançar qualquer gravação de seus vocais por outras gravadoras. Na metade de 1965  Brown retornou a King para lançar o sucesso "Papa's Got a Brand New Bag". Ele continou a gravar canções instrumentais e produzir discos para outros intérpretes pela Smash durante 1967.
Apesar do sucesso de "Oh Baby Don't You Weep" é raramente ouvida nas rádios ou relançada desde o lançamento original em 1964. Foi incluída na compilação Roots of a Revolution em seu formato original sem overdub, e em 2007 pela Hip-O Select com James Brown: The Singles Vol. 2. Inspirou uma cover de Eddie Money.

## Créditos
- James Brown - vocais, piano

The Famous Flames
- Bobby Byrd - vocais
- Bobby Bennett - vocais
- "Baby Lloyd" Stallworth – vocais [8]

- The James Brown Band - músicos adicionais